# Рикс, Джерри
Джеральд Лоуренс Рикс (англ. Gerald Lawrence Ricks), известный как Филадельфия Джерри Рикс (англ. Philadelphia Jerry Ricks; 22 мая 1940 года, Филадельфия, Пенсильвания, США — 10 декабря 2017 года, Риека, Хорватия) — американский блюзовый гитарист, вокалист и автор песен. Номинант Blues Music Awards в номинациях «Альбом акустического блюза» (1998, 2001), «Исполнитель акустического блюза» (1998, 2001), «Альбом-возвращение» (1998).

## Биография
Джерри Рикс родился и вырос в Филадельфии, штат Пенсильвания. В детстве учился играть на трубе, затем освоил гитару и начал играть в местных кофейнях в конце 1950-х годов. Постоянно он работал менеджером по бронированию в Second Fret Coffee House в Филадельфии с 1960 по 1966 год, что дало ему возможность общаться со многими ключевыми фигурами блюза, включая Сон Хауса, Лайтнина Хопкинса, Либбу Коттен, Джесси Фуллер, Мэнсом Липскомбом и Лонни Джонсоном. В 1964 году он записался с Миссисипи Джоном Хёртом в ходе Philadelphia Folk Festival, в 1968 году записался с Сон Хаусом и Бадди Гаем на студии CBS в Нью-Йорке. В 1969 году Рикс гастролировал с Бадди Гаем в спонсируемом Государственным департаментом туре по Восточной Африке. После непродолжительного возвращения в США, он переехал в Европу в 1971 году. Он жил в Европе большую часть 1970-х и 1980-х годов, возвращаясь в США только в 1972 и 1973 годах, когда он записался с группами Hall & Oates Whole Oats и Abandoned Luncheonette. С 1977 году он работал дуэтом с немецким гитаристом и харпером Оскаром Кляйном и записал с ним в Германии несколько альбомов.  
Свой первый сольный альбом записал в 1984 году в Загребе, а также записывал альбомы в Венгрии, Австрии и Швейцарии. Джерри Рикс вернулся жить в Соединенные Штаты в начале 1990-х. Его первый американский релиз появился только в 1998 году, когда Rooster Blues выпустила его альбом Deep in the Well, который собрал три номинации WC Handy Awards, в том числе номинацию «Альбом-возвращение». Следующий альбом Many Miles of Blues выпущенный на том же лейбле в 2000 году принёс ему ещё две номинации. 
В 2007 году Рикс с женой переехали в Кастав, Хорватия. В том же году Джерри Рикс перенёс инсульт, и в США был проведён благотворительный концерт с участием Шемекии Коупленд и Дэвида Бромберга для оплаты его медицинских счетов. 10 декабря 2007 года Джерри Рикс умер в больнице в Риеке. 
Самый престижный блюзовый фестиваль в Хорватии, Kastav Blues Festival назван в честь Джерри Рикса, проводится с 2008 года и продолжается до сих пор. 
«Хотя его вокал едва ли дотягивает до уровня мастеров блюза Дельты или даже, скажем, Тадж Махала, он постепенно проникает в слушателя. Плюс, у него есть несколько тонко отточенных гитарных приёмов, которые определенно стоит оценить».
«Он приходит в блюз не как академик, возрожденец или интерпретатор извне культуры, а скорее как музыкант, который просто играет то, что чувствует, так же, как легенды блюза подходили к этому жанру на протяжении почти столетия».
«Рикс настоящий, играет кантри-блюз так, как его положено играть. Он блюзмен, он играет и поет блюз, и он гордится этим».

## Дискография

### Студийные альбомы
- Two Guitars One Soul (Philadelphia Jerry Ricks & Oskar Klein, 1977, Zytglogge)
- Guitar Boogie Woogie (Philadelphia Jerry Ricks und Oskar Klein, 1979, Meistersinger Musikproduktion GmbH)
- Blues '80 (Philadelphia Jerry Ricks & Oskar Klein, 1979, Mediaphon)
- Low Light Blues (Philadelphia Jerry Ricks & Oskar Klein, 1980, L+R Records)
- Jazz Roots (Philadelphia Jerry Ricks & Oskar Klein, 1980, L+R Records)
- Jazz im Zorn Live aus dem Löwenzorn Volume 2 (Oskar Klein, Jerry Ricks, 1981, Megaphone Records)
- Been There Before (Philadelphia Jerry Ricks with Giulio Camarca, 1983, Shirak)
- Help Me Blues (1984, Jugoton)
- Empty Bottle Blues (1987, Radioton)
- Blues Panorama (Oskar Klein & Philadelphia Jerry Ricks, 1987, Koch Records)
- Blues Panorama Volume 2 (Oskar Klein & Jerry Ricks, 1990, Koch International)
- Deep In The Well (1997, Rooster Blues Records)
- Many Miles Of Blues (2000, Rooster Blues Records)
- Live In Rijeka 2007 (2018, BJ Promotions)